# NOM-027-STPS-2008

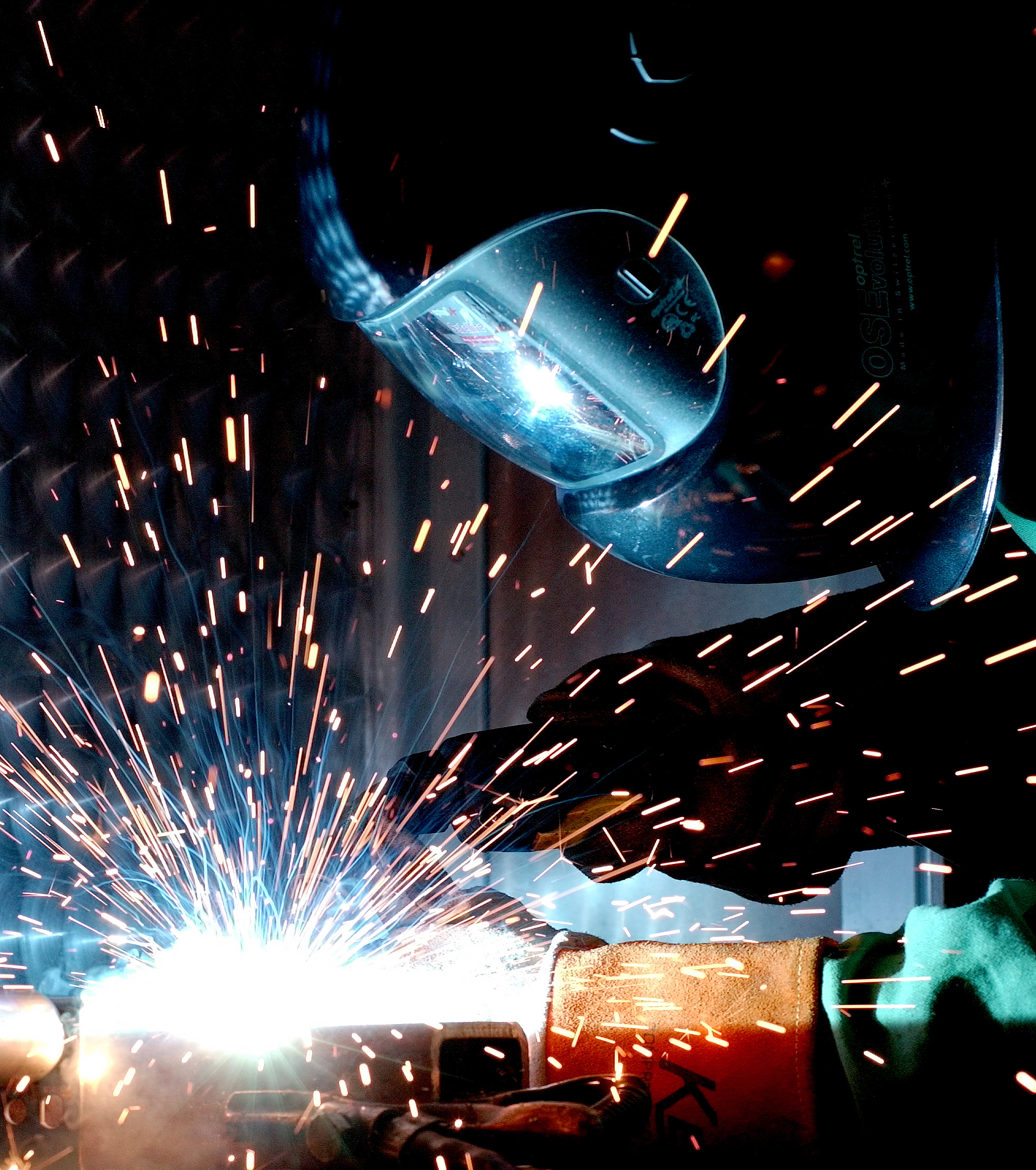
La NOM-027-STPS establece los requisitos mínimos de seguridad en todo tipo de trabajos de soldadura

NOM-027-STPS es una norma oficial mexicana en materia de condiciones de seguridad en los trabajos que se realicen de soldadura y corte en todos los centros de trabajo. Es una norma de carácter obligatorio dentro de todo el territorio nacional mexicano. La versión más reciente de esta norma es la publicada en el año 2008 por lo que el nombre completo de la norma es NOM-027-STPS-2008.